# Пол Чемберс
Пол Че́мберс (англ. Paul Chambers), справжнє ім'я Пол Ло́ренс Да́нбар-молодший (англ. Paul Laurence Dunbar Chambers, Jr.; 22 квітня 1935, Піттсбург, Пенсільванія — 4 січня 1969, Нью-Йорк) — американський джазовий контрабасист.

## Біографія
Народився 22 квітня 1935 року в Піттсбурзі (штат Пенсільванія). Починав грати на баритоні і тубі. Переїхав у Детройт у віці 13 років, взяв контрабас у 1949 році і невдовзі почав виступати з місцевими музикантами, серед яких був Кенні Беррелл. У квітні 1954 року поїхав на гастролі з Полом Квінішеттом, які тривали вісім місяців перед тим, як оселився в Нью-Йорку, де він грав з Бенні Гріном, Сонні Стіттом, Джо Роландом, Дж. Дж. Джонсоном і Каєм Віндінгом.
З 1953 по 1963 роки був невід'ємною частиною різних ритм-секцій Майлза Девіса, разом з Редом Гарлендом, Філлі Джо Джонсом, Біллом Евансом, Вінтоном Келлі і Джиммі Коббом. Також у цей період він взяв участь у великій кількості сесій на лейблі Prestige з Гарлендом і Артуром Тейлором. Створив тріо разом з Келлі і Коббом у 1963 році, пропрацювавши разом два з половиною роки; зокрема акомпанували Весу Монтгомері (1965—66). Виступав у Нью-Йорку з Тоні Скоттом, Баррі Гаррісом та іншими. У другій половині 1968 року захворів на туберкульоз.
Записувався з такими музикантами як Сонні Роллінс, Кеннонболл Еддерлі, Джон Колтрейн, Дональд Берд, Бад Пауелл, Фредді Габбард та ін., а також як соліст на лейблах Jazz West, Blue Note і New Jazz.
Помер 4 січня 1969 року в Нью-Йорку у віці 33 років від туберкульозу.

## Дискографія
- Chambers' Music (Jazz West, 1956)
- Whims Of Chambers (Blue Note, 1956)
- High Step (Blue Note, 1956)
- Paul Chambers Quintet (Blue Note, 1957)
- Bass on Top (Blue Note, 1957)
- Go (Vee-Jay, 1959)
- 1st Bassman (Vee-Jay, 1960)